# L'illa dels oblidats
L'illa dels oblidats (títol original en noruec Kongen av Bastøy) és una pel·lícula dramàtica d'acció del 2010 dirigida per Marius Holst. La pel·lícula es va estrenar a Noruega el 17 de desembre de 2010 i es va projectar després als festivals de cinema d'Estocolm (gener de 2011), Rotterdam (febrer de 2011) i al Lübeck Nordic Film Days 2011. Ha estat doblada al català.
La història es basa en fets reals que van passar a la presó de Bastøy. La pel·lícula és un relat ficcionat d'una rebel·lió al reformatori de Bastøy el maig de 1915. El reformatori estava situat a l'illa de Bastøy del fiord d'Oslo al sud del municipi d'Horten, al comtat de Vestfold. El govern noruec va comprar l'illa el 1898 per 95.000 corones i el reformatori es va obrir el 1900. El rodatge de Kongen av Bastøy va tenir lloc principalment a Estònia.

## Argument
A l'illa de la presó per a joves de Bastøy, el pres acabat d'arribar Erling «C19» aviat es fa amic d'Olav «C1». Sota el govern del guardià Håkon, Erling entoma el dur hivern i els maltractes per part del personal.

## Premis
Va rebre el Premi del Públic de la Secció Oficial de la XXXII edició de la Mostra de València.